# Баранково (Польша)
Баранково (пол. Barankowo) — село в Польше, входит в Великопольское воеводство, Злотувский повят, Гмина Краенка. Население — 100 человек.